# Навальпераль-де-Пінарес
Навальпераль-де-Пінарес (ісп. Navalperal de Pinares) — муніципалітет в Іспанії, у складі автономної спільноти Кастилія-і-Леон, у провінції Авіла. Населення — 1048 осіб (2010).
Муніципалітет розташований на відстані близько 65 км на захід від Мадрида, 25 км на схід від Авіли.

## Демографія
Динаміка населення (INE ):